# Пятиизбянское сельское поселение
Пятиизбя́нское се́льское поселе́ние — муниципальное образование в составе Калачёвского района Волгоградской области.
Административный центр — хутор Пятиизбянский.

## География
Пятиизбянское сельское поселение Калачевского муниципального района Волгоградской области расположено в восточной части Калачевского муниципального района. Поселение граничит с:
- на востоке — с Суровикинским муниципальным районом;
- на северо-западе — с Голубинским сельским поселением;
- в западной стороне — с Ильевским сельским поселение и Калачевским городским поселением;
- южная граница поселения проходит по фарватеру Цимлянского водохранилища с Приморским сельским поселением и Ляпичевским сельским поселением Волгоградской области.

На осыпях и венцах в районе Пятиизбяновской есть "шибляка" на осыпях, растительность на них разреженная представлена грушей кавказской ксерофильной имеющей не высокий рост зонтичную крону. В силу холодной зимы не так богата флора как в Средиземноморье, но так же имеются дубы решетчатые так же имеющие корявые зонтичные кроны не более 3 метров в высоту, крушины раздные виды тамариск иногда, не мало курчавок, комфоросмы, полыни, житняка Литвинова, осоки, иногда из поймы и балок поднимается живучка, дрок растопыренный можно встретить, лианы ластавней, марены грузинской, переступень, разные виды шиповника и боярышника, лох, много вяза малого, не редки астровые, сложноцветные, девясил раздные засухоустойчивые виды, бобовников, барбарисов кстати в озеленении Волгограда и нас. пунктов области применялся и грузинский его вид. Растут популяции скумпии. Наголоватки, ковыли, солянки древовидные, разные виды зверобоя, шалфея, гвоздики, чобора, душицы, мяты, астрагалов, спаржи, верлюжьей колючки многие другие виды пойм и каменистых степей, редкие виды мхов и лишайников.
Коры выветривания под этими осыпями идут на 1 – 1,5 метра в глубь в толщу земли глыбистый, не трудно разбиваемый камень с участками красного, желтого, розового цвета «накипи» после идет сплошной слой накипной слоистой как бы слюды раздных цветов.

## История
Пятиизбянское сельское поселение образовано 20 января 2005 года в соответствии с Законом Волгоградской области № 994-ОД.

## Население
| 2010  | 2012  | 2013  | 2014  | 2015  | 2016  | 2017  |
| ----- | ----- | ----- | ----- | ----- | ----- | ----- |
| 1382  | ↘1368 | ↘1350 | ↘1343 | ↘1337 | ↘1312 | ↘1296 |
| 2018  | 2019  | 2020  | 2021  |       |       |       |
| ↘1279 | ↘1269 | ↘1264 | ↘1257 |       |       |       |

## Состав сельского поселения
| № | Населённый пункт | Тип населённого пункта        | Население |
| - | ---------------- | ----------------------------- | --------- |
| 1 | Гремячий         | хутор                         | 5         |
| 2 | Кумовка          | хутор                         | 222       |
| 3 | Ложки            | хутор                         | 36        |
| 4 | Морской          | хутор                         | 46        |
| 5 | Пятиизбянский    | хутор, административный центр | 730       |
| 6 | Светлый Лог      | хутор                         | 343       |

## Экономика
Отсутствуют промышленные предприятия. Базовой отраслью поселения является сельское хозяйство (крестьянские фермерские хозяйства, личные подсобные хозяйства, занимающиеся растениеводством, мясо-молочным скотоводством, свиноводством, овцеводством, птицеводством).